# Calderino
Calderino (Caldaréin in dialetto bolognese montano medio), secondo lo statuto ufficiale Capoluogo, è il capoluogo e la circoscrizione amministrativa territoriale più importante del comune di Monte San Pietro, in Emilia-Romagna. Essa comprende l'agglomerato urbano di Monte San Pietro e l'abitato di Ponterivabella.

## Generalità
La frazione è il capoluogo del comune di Monte San Pietro e in essa è presente la sua sede comunale, nella quale vi è l'ufficio del sindaco.
La frazione è collegata alle altre tramite la SP26 Valle del Lavino.

## Geografia fisica

### Clima
- Classificazione climatica: zona E, 2316 GG

| Mese                | Mesi | Mesi | Mesi | Mesi | Mesi | Mesi | Mesi | Mesi | Mesi | Mesi | Mesi | Mesi | Stagioni | Stagioni | Stagioni | Stagioni | Anno |
| Mese                | Gen  | Feb  | Mar  | Apr  | Mag  | Giu  | Lug  | Ago  | Set  | Ott  | Nov  | Dic  | Inv      | Pri      | Est      | Aut      | Anno |
| ------------------- | ---- | ---- | ---- | ---- | ---- | ---- | ---- | ---- | ---- | ---- | ---- | ---- | -------- | -------- | -------- | -------- | ---- |
| T. max. media (°C)  | 5,2  | 8,2  | 12,6 | 17,2 | 22,3 | 26,7 | 29,7 | 29,2 | 25,1 | 18,8 | 12,7 | 6,6  | 6,7      | 17,4     | 28,5     | 18,9     | 17,9 |
| T. media (°C)       | 2,2  | 4,6  | 8,4  | 12,4 | 17,0 | 21,2 | 23,8 | 23,4 | 19,9 | 14,4 | 9,4  | 3,7  | 3,5      | 12,6     | 22,8     | 14,6     | 13,4 |
| T. min. media (°C)  | −0,8 | 1,0  | 4,2  | 7,7  | 11,8 | 15,7 | 17,9 | 17,6 | 14,7 | 10,1 | 6,1  | 0,8  | 0,3      | 7,9      | 17,1     | 10,3     | 8,9  |
| Precipitazioni (mm) | 53   | 53   | 66   | 79   | 70   | 61   | 46   | 56   | 66   | 83   | 97   | 76   | 182      | 215      | 163      | 246      | 806  |